# とん平のヘイ・ユウ・ブルース
『とん平のヘイ・ユウ・ブルース』（-ぺい-、Tompei's Hey You Blues）は、1973年（昭和48年）11月21日にリリースされた俳優・左とん平の歌手デビューシングルである。1990年（平成2年）にスチャダラパーが再評価・サンプリングしたことで再度注目を浴び、1995年（平成7年）1月25日に、アナログ盤およびCDマキシシングルで再発売された。

## 概要
コミックリリーフの俳優としてテレビドラマ『時間ですよ』『非情のライセンス』等に出演していた左とん平が、ミッキー・カーチスのプロデュースでレコーディングし、歌手としてシングルデビューを果たした。翌1974年（昭和49年）2月の時点で既に7万枚を売り上げるヒットになっている。1974年（昭和49年）6月1日には、同じくカーチスのプロデュースで、セカンドシングル『とん平の酒びたり人生』（トリオレコード、3A-124）がリリースされている。
歌詞に含まれる「ヘイ・ユー ホワッチャー・ネーム? (HEY YOU WHAT'S YOUR NAME?)」とは、左が当時TBSテレビの深夜番組『ぎんざナイトナイト』などで披露していたギャグであり、元々はトニー谷のギャグである「あなたのお名前なんてえの」を英訳したものである。
もっとも、左の「歌手デビュー」は、正確には、NHK人形劇『ひょっこりひょうたん島』の「グッバイジョウ編（第689回 - 第751回、1966年 - 1967年）」で、この時演じたグッバイジョウが歌う『グッバイジョウのテーマ』が電波に乗った初めての楽曲である。
作詞の郷伍郎は、1969年（昭和44年）の新谷のり子のヒット曲『フランシーヌの場合』の作曲者であり、同年のベッツィ&クリスのヒット曲『白い色は恋人の色』のシングルカップリング曲『パピルスの船に乗って』や、のちに「カルト歌謡」として知られた、1970年（昭和45年）の大城晋『資本論のブルース』の作詞作曲者である。
1995年、同シングルのCD再発売にあたって、セカンドシングルのAB面2曲、『とん平の酒びたり人生』（作詞・作曲大野真澄）、『続・東京っていい街だな』（作詞里吉しげみ、作曲深町純）も収録された。現在は、iTMSでもデジタル音源が発売されている。
1990年のスチャダラパーの再評価後、本曲は大槻ケンヂ（1995年）、カンニング（2004年）らにカヴァーされているが、カンニング竹山は2021年にも、ジャズバンドCalmeraとのユニット「タケヤマカルメラ」名義で『ヘイ・ユウ・ブルース ～許せ、友よ～』として再カヴァーしている。なお、カップリングの『東京っていい街だな』も、ECDが同名異曲（1993年）でサンプリングしている。
また、レコードのリリースから約半年後、『非情のライセンス』のスタッフも製作に参加していた『特別機動捜査隊』のエピソードの一つである「噂の女」（第649回、1974年4月10日放送）の劇中歌として本曲が採用されている。

## 収録曲

### Side A
1. とん平のヘイ・ユウ・ブルース
  - 作詞 : 郷伍郎、作曲 : 望月良道、 編曲 : 深町純

### Side B
1. 東京っていい街だな
  - 作詞 : 郷伍郎、作曲 : 村岡健、 編曲 : 深町純

## 註
1. 1 2 3  『サンデー毎日』1974年2月17日号、126頁。
2. ↑  #外部リンク内のYahoo! ミュージック「とん平のヘイ・ユウ・ブルース」リンク先の記述を参照。
3. ↑  “カンニング竹山とCalmeraのユニット・タケヤマカルメラによる、左とん平の名曲「ヘイ・ユウ・ブルース」カバーがblackboardにて公開！”. Calmera (カルメラ) official website. 2021年9月23日閲覧。